# Лаодика IV
Вижте пояснителната страница за други личности с името Лаодика.
Лаодика IV (на старогръцки: Λαοδίχη, Laodike) е дъщеря на Антиох III Велики от династията на Селевкидите и на Лаодика III.
Нейният баща я омъжва през 196 пр.н.е. за нейния брат и престолонаследник Антиох. Той умира през 193 пр.н.е. От него тя има дъщеря Низа (омъжва се 172/171 пр.н.е. за Фарнак I от Понт).
Лаодика става висша жрица към култа към нейната майка Лаодика III. През 187 пр.н.е. умира нейният баща Антиох III Велики и Лаодика се омъжва за брат си Селевк IV Филопатор. От него тя има три деца Антиох, Деметрий I Сотер и дъщеря Лаодика V (178 пр.н.е. се омъжва за цар Персей от Македония).
През 175 пр.н.е. умира Селевк IV и Лаодика се омъжва за брат си Антиох IV Епифан. От него тя има три деца: Антиох V Евпатор, Лаодика VI и Александър I Балас.